# Scott 4
Pour les articles homonymes, voir Scott.
Albums de Scott Walker
Scott 3
(1968) 'Til The Band Comes In
(1970)
Scott 4 est le quatrième album studio de Scott Walker sorti en 1969. C'est aussi le premier de ses albums qui ne comprend que des chansons originales de Walker. Acclamé de nos jours, objet de culte pour David Bowie ou les membres de Radiohead, sa sortie se solda pourtant par un échec. Sur la pochette figure une citation d'Albert Camus.
Aujourd'hui, l'album est cité dans l'ouvrage de référence de Robert Dimery Les 1001 albums qu'il faut avoir écoutés dans sa vie et dans plusieurs autres listes.

## Titres
Tous les titres sont composés par Noel Scott Engel

### Face A
1. The Seventh Seal – 4:58
2. On Your Own Again – 1:48
3. The World's Strongest Man – 2:21
4. Angels of Ashes – 4:22
5. Boy Child – 3:38

### Face B
1. Hero of the War – 2:29
2. The Old Man's Back Again (Dedicated to the Neo-Stalinist Regime) – 3:43
3. Duchess – 2:51
4. Get Behind Me – 3:14
5. Rhymes of Goodbye – 3:04